# Plagionotus scalaris
Plagionotus scalaris är en skalbaggsart som först beskrevs av Gaspard Auguste Brullé 1832.  Plagionotus scalaris ingår i släktet Plagionotus och familjen långhorningar. Inga underarter finns listade i Catalogue of Life.